# Átruházás
Az átruházás (latinul: traditio) a származékos tulajdonszerzési módok egyike, amellyel ingók és ingatlanok tulajdonjoga is megszerezhető. 

## Ingók esetén
Ingók esetén az egyik leggyakoribb szerzésmód. Feltételeit illetően kétféle megoldás létezik: az egyik megoldás, hogy a felek megegyezése máris a tulajdonjog átvitelével jár (konszenzuális rendszer), a másik megoldás, hogy ezen felül fontos az adott dolog átadása is (tradíciós rendszer). A magyar polgári jog utóbbit érvényesíti. Az átadás a dolog tényleges birtokba adásával vagy más olyan módon mehet végbe, amely kétségtelenné teszi, hogy a dolog az átruházó hatalmába került. Az átruházásnak tehát összesen négy feltétele van: az átruházásra irányuló szerződés (adásvétel, ajándékozás stb.) vagy más jogcím, a dolog átadása, ez a tulajdonátruházás szándékával történjen, a korábbi tulajdonostól származzon.
Ha a jogcím érvénytelen vagy hiányzik, akkor a tulajdonjogot nem viszi át az átruházás és akár tulajdoni perrel is követelhető. A dolog átadása nem csak a birtokba adást jelenti, hanem olyan módon is végbemehet, ami kétségtelenné teszi, hogy az a megszerzőjének uralma alá került. Ha már korábban az átvevő birtokában volt az adott dolog, akkor elég kijelenteni, hogy azt tulajdonba adják (brevi manu traditio). Másik lehetőség, hogy a dolog az átadó uralma alatt marad (például haszonbérletben), csupán a tulajdonjog száll át (contitutum possessorium). Átadásnak minősül az is, ha az átadó felhagy a dolog birtoklásával és lehetővé teszi, hogy a másik fél uralmat szerezzen rajta (longa manu traditio). Ilyen például a kocsikulcs átadása, mint jelképes átadás. Ha a dolog valamilyen okból harmadik félnél van, akkor birtokba utalással történik, ekkor az átadó utasítja a harmadik személyt, hogy ezentúl az átvevő nevében tartsa magánál a dolgot.
Az átadás csak akkor keletkeztet tulajdonjogot, ha az a tulajdon átruházásának szándékával megy végbe. Ez lehet feltétlen, ekkor az átruházó azt akarja, hogy az átadás után azonnal átszálljon a tulajdonjog. Lehet nem feltétlen is, amikor valamilyen időpont vagy feltétel bekövetkezése is szükséges, például részletfizetés esetén az utolsó részlet kifizetése. Amíg ez nem történik meg, addig a dolog tulajdonát fenntartja magának.
Az átruházás, mivel származékos szerzésmód, így vonatkozik rá az az alapvető elv, hogy senki sem ruházhat át több jogot, mint amennyivel maga rendelkezik (nemo plus iuris elv). Tehát csak akkor keletkezik tulajdonjoga az átvevőnek a dolog felett, ha azt tulajdonostól vagy képviselőjétől szerzi meg. Ez alól több fontos kivétel is van, ami a gazdasági élet akadálytalanabb működését szolgálja, ezeket nem tulajdonostól való tulajdonszerzésnek nevezi a magyar jogtudomány. Kereskedelmi forgalomban eladott dolgon a jóhiszemű vevő akkor is tulajdonjogot szerez, ha a kereskedő nem volt tulajdonos. Kereskedelmi forgalmon kívül is szerezhető tulajdonjog, ha jóhiszeműen, ellenszolgáltatás fejében szerzi meg a dolgot olyan személytől, akire a tulajdonos azt bízta. Olyan dolgon, ami bűncselekmény folytán került ki a tulajdonos birtokából, kereskedelmi forgalom kívül nem lehet tulajdonjogot szerezni. Végül, akire bemutatóra szóló értékpapírt vagy pénzt ruháznak át, az akkor is tulajdont szerez felette, ha az átadó nem tulajdonos.

## Ingatlanok esetén
Ingatlanok átruházása esetén a szerződésen vagy jogcímen kívül szükséges még az ingatlan-nyilvántartásba való bejegyzés is, valamint ezek írásba foglalása is. Magánokiratba foglalás esetén csak akkor alkalmas a bejegyzése, ha tartalmazza az ingatlan-nyilvántartásról szóló törvényben előírt alaki és tartalmi kellékeket. Ingatlan tulajdonjogának átruházásához nincs szükség az ingatlan testi átadására, az érvényes jogcímen alapuló bejegyzéssel már megszerezi az átvevő azt, ha viszont birtokba lépett, de nincs még bejegyezve, akkor nem. Ha valamiért elmulasztja a bejegyezést, és a régi tulajdonos ezért rosszhiszeműen újra eladja azt valaki másnak, akkor az követelheti tulajdonjogának ingatlan-nyilvántartásba való bejegyzését, aki először lépett birtokba vagy ha ilyen nincs, akkor a korábbi vevő.